# 汪-山德勒混合律
汪－山德勒混合律（英語：Wong–Sandler mixing rule）是一個用於計算氣液平衡的熱力學混合律，由汪上曉與史丹利·山德勒於1992年提出。